# Maamorilik
Maamorilik (blev tidligere stavet Mârmorilik eller Maarmorilik og betyder på grønlandsk noget i retning af Stedet med Marmor) er en mineby nord for Uummannaq i det nordvestlige Grønland. Marmorbruddet hed Maamorilik, mens minens navn er Den sorte Engel. Minen har især rummet mineralerne zink, jern, bly og sølv. Minens gange når ca. 5 km ind i fjeldet fra dens åbning, der ligger 750 m over havoverfladen.
71°07′35″N 51°16′40″V / 71.12639°N 51.27778°V

## Beliggenhed
Maamorilik ligger omtrent 55 km nordøst for Umanak på Grønlands vestkyst, på den sydlige side af Qaumarujuk Fjord, en sidefjord til Perlerfiup Kangerlua, der ligger i den indre del af Umanak Fjord.

## Historie

### Starten
I 1933 begyndte stedet som et marmorbrud. Gennem årene har canadiske, svenske og danske selskaber udvundet marmor på stedet. Der blev lavet kajanlæg, så skibe med forsyninger kunne komme hertil og så marmorblokkene kunne fragtes herfra. Der blev rejst en mindre barakby på stedet, så de op imod 300 ansatte havde et sted at sove. Indtil 1973 var det udelukkende marmor, der blev hentet i Maamorilik.

### Den sorte Engel
Geologiske undersøgelser viste, at der i bjerget på modsatte side af fjorden, lige overfor marmorbruddet, fandtes rige mineralforekomster. Adgangen hertil var gennem et hul i bjergvæggen, 750 m oppe. Der blev bygget en svævebane fra byen og op til Den sorte Engel, som minen blev døbt. De første sprængninger i minen i Maamorilik fandt sted i 1973 og stod på frem til den 25. juli 1990. Efter 17 års minedrift var priserne på især bly og zink på verdensplan så langt nede, at minedriften ikke længere var rentabel. Den rige zinkåre havde da givet 12 mill. ton fra sig.

### Genåbning af minen
I 2008 besluttede regeringen i Grønland, at Den sorte Engel skulle genåbnes. Efter landets overgang til selvstyre var minen i Maamorilik udset til at være en af livlinerne i den grønlandske økonomi og kunne gavne beskæftigelsen i især Umanakregionen. Samtidig kunne en genåbning af minen sikre den fortsatte eksistens af den nye Qaarsut Lufthavn.

### I gang igen
Regeringen udliciterede opgaven til det britiske mineselskab Angel Mining plc. I april 2010 gik man i gang med de forberedende arbejder, bl.a. skulle indgangen til minen gøres større. I november 2010 begyndte så omsider råstofudvindingen efter en pause på 20 år. Det skønnes, at der er zink og jern i minen til de næste 50 års minedrift. Når minedriften er oppe i fulde omdrejninger forventes Den sorte Engel at beskæftige 110 personer.

## Transport
Ukkusissats heliport er den helikopterlandingsplads, der ligger nærmest minen, ca. 24 km mod sydvest. Hovedparten af forsyninger til minen og til minebyen bliver fløjet ud, ligesom det også skete tilbage i 1970'erne. Og det er stadigvæk Grønlandsfly, der har opgaven, nu med deres Bell 212 helikopter, udstationeret i Uummannaq Helistop.
De udvundne mineraler udskibes fra Maamoriliks havn, der ligger på modsatte side af fjorden, lige nedenfor minen.